# Leroy Aarons
Leroy "Roy" F. Aarons (Nueva York, 8 de diciembre de 1933 – Santa Rosa, 28 de noviembre de 2004)  fue un periodista, escritor y activista estadounidense fundador de la Asociación Estadounidense de Periodistas Gays y Lesbianas (NLGJA) y del Instituto para la formación periodística Robert C. Maynard. En 2005 fue incluido en el cuadro de honor de la NLGJA.

## Primeros años
Aarons nació en el 8 de diciembre de 1933 en el distrito de Bronx de la ciudad de Nueva York, hijo de inmigrantes letones de origen judío. Se graduó con honores en la Universidad Brown. Realizó una maestría en la Escuela de Periodismo de la Universidad de Columbia. Sirvió en la Armada Nacional y la Reserva Naval, alcanzando el rango de teniente, para luego conseguir trabajo como corrector en el diario New Haven Journal-Courier.  El Washington Post lo contrató de inmediato.

## Washington Post
Aarons trabajó en el Washington Post por varios años. Como editor y corresponsal nacional, desempeñó tareas como jefe en la oficina de Nueva York y más tarde lo hizo por primera vez en la oficina de Los Ángeles.  Cubrió los eventos más relevantes de los años  60's y  70's como los asesinatos de Martin Luther King Jr. y Robert F. Kennedy, así como disturbios urbanos y escándalos gubernamentales.
Aarons tuvo en sus manos los documentos ultrasecretos conocidos como Pentagon Papers, cuando estos salieron a la luz. Como corresponsal de Los Ángeles, cubrió los eventos sobre California relacionados con el caso, incluido el trabajo que Daniel Ellsberg había estado haciendo en la Corporación Rand y cómo se las arregló para sacar esos papeles desde las oficinas centrales de Rand.
El escándalo subsiguiente que forzó a un presidente a renunciar fue el Watergate y el Washington Post cumplió un papel importante dentro de este caso. Debido al rol cumplido durante la cobertura del Watergate, Aarons fue contratado como consultor para la película Todos los hombres del presidente, relacionada con el escándalo. Además participó en una parte del largometraje.